# 팀 초에트
팀 초트(Tim Choate, 영어 발음: /tʃoʊt/, 1954년 10월 11일 ~ 2004년 9월 24일)는 미국의 배우이다.
댈러스에서 태어났으며 로스앤젤레스에서 사망하였다. 포리스트 론 메모리얼 파크에 매장되었다.

## 출연 작품
- 진주만 (2001년)
- 걸 인 더 캐딜릭 (1995년)
- 누드 걸 (1995년)
- 필사의 경주 (1994년)
- 건스모크 4 (1993년)
- 도박사 4 (1991년)
- 외계의 공포 (1991년)
- 스포트라이트 (1991년)
- 차일드 인 더 나잇 (1990, Child in the Night)
- 블라인드 위트니스 (1989년)
- 스파이 (1989년)
- 레이즈 메일 헤레로섹슈얼 댄스 홀 (1987년)
- 데프콘 4 (1985년) - 호우 역
- 고스트 스토리 (1981년) - 젊은 호손 역
- 필사의 추적 (1981년)
- 맨하탄의 제인 오스틴 (1980년)
- 타임 스퀘어 (1980년)
- 유럽인들 (1979년)

### 텔레비전
- 비앤비 (1987년)